# II liga polska w piłce siatkowej mężczyzn (2017/2018)
II liga polska w piłce siatkowej mężczyzn 2017/2018 – 28. edycja ligowych rozgrywek siatkarskich trzeciego szczebla, organizowanych przez Polski Związek Piłki Siatkowej pod nazwą II liga.

## System rozgrywek
1. Etap I (dwurundowa faza zasadnicza) – przeprowadzona została w formule ligowej, systemem kołowym (tj. "każdy z każdym – mecz i rewanż"),
2. Etap II (play-off / play-out) – 8 najlepszych zespołów w każdej grupie walczyło systemem play-off o dwa miejsca premiowane awansem do turniejów półfinałowych. W niektórych grupach rozgrywało się rundę play-out z udziałem 2 najsłabszych drużyn. 1 rundę play-off rozgrywano systemem mecz i rewanż. Pierwszy mecz rozgrywano u drużyny niżej rozstawionej. W przypadku remisu po dwóch spotkaniach trzeci mecz rozgrywano się u drużyny wyżej rozstawionej. Zespoły grały ze sobą według klucza: w 1 rundzie play-off 1 - 8, 2 - 7, 3 - 6, 4 - 5. W ćwierćfinale zwycięzca 1 meczu 1 rundy grał ze zwycięzcą 4 meczu, a zwycięzca 2 meczu ze zwycięzcą 3 meczu. Ćwierćfinały rozgrywano do 3 zwycięstw, a gospodarzem pierwszego terminu (terminy oprócz ewentualnego piątego spotkania były dwudniowe - dwumeczowe) była drużyna wyżej sklasyfikowana w tabeli. W grupach gdzie rozegrano rundę play-out udział w niej brały 2 - 4 drużyn najsłabszych po rundzie zasadniczej (w zależności od grupy rozgrywano ją systemem mecz i rewanż lub / oraz systemem do 3 zwycięstw). Zwycięzcy 2 rundy play-off (ćwierćfinału) awansowali do turniejów półfinałowych, a przegrani rundy play-out (bądź gdy jej nie rozgrywano w danej grupie najniżej sklasyfikowana drużyna po rundzie zasadniczej) spadli do III ligi.
3. Etap III (turniej półfinałowy) – Turnieje półfinałowe z udziałem 12 najlepszych drużyn podzielone zostały na 3 grupy; w pierwszej zmierzyły się zespoły z grup 1 i 2, w drugiej – 3 i 4, w trzeciej 5 i 6. Do turnieju finałowego awansowały po dwie najlepsze drużyny z każdej grupy.
4. Etap IV (turniej finałowy - dwie fazy) – 6 drużyn podzielonych na 2 grupy po 3 zespoły. Gra "każdy z każdym". 2 najlepsze z każdej grupy awansowały do drugiej, ostatecznej fazy finałowej. Każdy z zespołów grał z obiema drużynami, której awansowały z przeciwnej grupy pierwszej fazy finałowej (6 zespołowej). Utworzona została zbiorcza 4 zespołowa tabela (odejmując punkty zdobyte za mecz z drużyną, która odpadła w I etapie finału). Najlepsze dwie drużyny z ostatecznej tabeli awansowały do I ligi.

## Drużyny uczestniczące

### Grupa 1
| | Uczestnicy poprzedniej edycji        |   |
| --- | ------------------------------------ | - |
| WIL | LUKS Wilki Wilczyn                   | 2 |
| LĘB | Trefl Lębork                         | 3 |
| STO | GKS Stoczniowiec Gdańsk              | 4 |
| GRU | KS Stal Grudziądz                    | 5 |
| NKŁ | Womix NTS Trójka Nakło               | 6 |
| KOŁ | UKS OPP Powiat Kołobrzeski Kołobrzeg | 8 |
| DOB | SPS Dragon Dobre                     | 9 |
| | Awans z III ligi                     |   |
| POL | SMS Police                           |   |
| Oznaczenia: - kolumna pierwsza – skróty nazw drużyn wpisane na mapie (jeśli ta została zamieszczona), - kolumna trzecia – miejsce zajęte przez daną drużynę w poprzednim sezonie. |                                      |   |

### Grupa 2
| | Uczestnicy poprzedniej edycji        |    |
| --- | ------------------------------------ | -- |
| WOL | UMKS MOS Wola Warszawa               | 1  |
| OST | Energa Net Ostrołęka                 | 2  |
| BAS | BAS Białystok                        | 3  |
| LEG | Legia Warszawa                       | 4  |
| OLS | AZS UWM Olsztyn II                   | 5  |
| MET | KS Metro Warszawa                    | 6  |
| MIE | KS MOSiR Huragan Międzyrzec Podlaski | 7  |
| HAL | Lesan Halinów                        | 8  |
| AUG | UKS Centrum Augustów                 | 9  |
| UWW | Czołg AZS UW Warszawa                | 10 |
| WOŁ | MUKS Huragan Wołomin                 | 11 |
| Oznaczenia: - kolumna pierwsza – skróty nazw drużyn wpisane na mapie (jeśli ta została zamieszczona), - kolumna trzecia – miejsce zajęte przez daną drużynę w poprzednim sezonie. |                                      |    |

### Grupa 3
| | Uczestnicy poprzedniej edycji     |    |
| --- | --------------------------------- | -- |
| KLU | KKS Mickiewicz Kluczbork          | 2  |
| RZĄ | LKS Czarni Wirex Rząśnia          | 3  |
| BOR | Wkręt-met LKPS Borowno            | 4  |
| OPO | Caro Team Opoczno                 | 5  |
| KAL | MKS Kalisz                        | 6  |
| OZO | Bzura Ozorków                     | 7  |
| ŁÓD | AZS UŁ Wifama Szkoła Gortata Łódź | 8  |
| SPA | SMS PZPS Spała II                 | 11 |
| | Awans z III ligi                  |    |
| BEŁ | Skra Bełchatów II                 |    |
| SPC | SPS Konspol Słupca                |    |
| Oznaczenia: - kolumna pierwsza – skróty nazw drużyn wpisane na mapie (jeśli ta została zamieszczona), - kolumna trzecia – miejsce zajęte przez daną drużynę w poprzednim sezonie. |                                   |    |

### Grupa 4
| | Uczestnicy poprzedniej edycji |   |
| --- | ----------------------------- | - |
| ŻAG | WKS Sobieski ARENA Żagań      | 1 |
| GŁO | SPS Chrobry Głogów            | 3 |
| WRO | Gwardia Wrocław               | 4 |
| NS | MKST Astra Nowa Sól           | 5 |
| GŁU | Juve WAKMET SOS Głuchołazy    | 5 |
| BIE | KS Bielawianka Bester Bielawa | 6 |
| OŁA | MKS Olavia Oława              | 7 |
| MIĘ | GBS Bank KS Orzeł Międzyrzecz | 7 |
| ZG | KU AZS UZ Zielona Góra        | 8 |
| BOL | BTS Elektros Bolesławiec      | 9 |
| Oznaczenia: - kolumna pierwsza – skróty nazw drużyn wpisane na mapie (jeśli ta została zamieszczona), - kolumna trzecia – miejsce zajęte przez daną drużynę w poprzednim sezonie. |                               |   |

### Grupa 5
| | Uczestnicy poprzedniej edycji                  |    |
| --- | ---------------------------------------------- | -- |
| AND | MKS Andrychów                                  | 1  |
| MJA | MCKiS Jaworzno                                 | 2  |
| RYB | TS Volley Rybnik                               | 3  |
| TYC | TKS Auto Partner Tychy                         | 4  |
| STO | ZAKSA Strzelce Opolskie                        | 6  |
| ŻOR | Akademia Talentów Żory Jastrzębski Węgiel      | 7  |
| OPO | AZS Politechnika Opolska Cementownia Odra S.A. | 8  |
| RDL | Górnik Radlin                                  | 10 |
| | Awans z III ligi                               |    |
| KĘT | UMKS Kęczanin Kęty                             |    |
| BĘD | MKS Będzin II                                  |    |
| KAT | GKS Katowice II                                |    |
| BIE | BBTS Bielsko-Biała II                          |    |
| Oznaczenia: - kolumna pierwsza – skróty nazw drużyn wpisane na mapie (jeśli ta została zamieszczona), - kolumna trzecia – miejsce zajęte przez daną drużynę w poprzednim sezonie. |                                                |    |

### Grupa 6
| | Uczestnicy poprzedniej edycji          |   |
| --- | -------------------------------------- | - |
| KRO | Krosno Glass Karpaty Krosno            | 1 |
| LUB | LKPS Politechnika Lublin               | 2 |
| KOZ | KKS Kozienice                          | 3 |
| ROP | KS Błękitni Ropczyce                   | 4 |
| NIE | KS SMS Neobus Raf-Mar Niebylec         | 6 |
| RZE | AKS V LO Rzeszów                       | 7 |
| ŚWI | Avia Świdnik                           | 8 |
| | Awans z III ligi                       |   |
| RAD | RCS Radom                              |   |
| SMS | Skórzani Skarżysko-Kamienna/SMS Kielce |   |
| Oznaczenia: - kolumna pierwsza – skróty nazw drużyn wpisane na mapie (jeśli ta została zamieszczona), - kolumna trzecia – miejsce zajęte przez daną drużynę w poprzednim sezonie. |                                        |   |

## Grupa 1
| Lp. | Drużyna                              |
| --- | ------------------------------------ |
| 1   | GKS Stoczniowiec Gdańsk              |
| 2   | LUKS Wilki Wilczyn                   |
| 3   | Trefl Lębork                         |
| 4   | KS Stal Grudziądz                    |
| 5   | Womix NTS Trójka Nakło               |
| 6   | SMS Police                           |
| 7   | UKS OPP Powiat Kołobrzeski Kołobrzeg |
| 8   | SPS Dragon Dobre                     |

     awans do turnieju półfinałowego

## Grupa 2
| Lp. | Drużyna                              |
| --- | ------------------------------------ |
| 1   | BAS Białystok                        |
| 2   | Energa Net Ostrołęka                 |
| 3   | UKS Centrum Augustów                 |
| 4   | Legia Warszawa                       |
| 5   | AZS UMW Olsztyn II                   |
| 6   | UMKS MOS Wola Warszawa               |
| 7   | KS Metro Warszawa                    |
| 8   | MUKS Huragan Wołomin                 |
| 9   | KS MOSiR Huragan Międzyrzec Podlaski |
| 10  | Czołg AZS Uniwersytet Warszawski     |
| 11  | Lesan Halinów                        |

     awans do turnieju półfinałowego
     spadek do III ligi

## Grupa 3
| Lp. | Drużyna                           |
| --- | --------------------------------- |
| 1   | UKS Mickiewicz Kluczbork          |
| 2   | SMS PZPS Spała II                 |
| 3   | Wkręt-Met LKPS Borowno            |
| 4   | SPS Konspol Słupca                |
| 5   | LKS Czarni Wirex Rząśnia          |
| 6   | Skra Bełchatów II                 |
| 7   | MKS Kalisz                        |
| 8   | MKS Bzura Ozorków                 |
| 9   | Caro Opoczno                      |
| 10  | AZS UŁ Wifama Szkoła Gortata Łódź |

     awans do turnieju półfinałowego
     spadek do III ligi

## Grupa 4
| Lp. | Drużyna                              |
| --- | ------------------------------------ |
| 1   | GBS Bank KS Orzeł Międzyrzecz        |
| 2   | SPS Chrobry Głogów                   |
| 3   | KS Gwardia Wrocław                   |
| 4   | MKST Astra Nowa Sól                  |
| 5   | WKS SobieskI-Arena Żagań             |
| 6   | KS Bielawianka Bester Bielawa        |
| 7   | MKS Olavia Oława                     |
| 8   | BTS Elektros Bolesławiec             |
| 9   | Juve Wakmet SOS Głuchołazy           |
| 10  | KU AZS Uniwersytetu Zielonogórskiego |

     awans do turnieju półfinałowego
     spadek do III ligi

## Grupa 5
| Lp. | Drużyna                                   |
| --- | ----------------------------------------- |
| 1   | TS Volley Rybnik                          |
| 2   | MCKiS Jaworzno                            |
| 3   | ZAKSA Strzelce Opolskie                   |
| 4   | TKS Auto Partner Tychy                    |
| 5   | MKS Andrychów                             |
| 6   | UMKS Kęczanin Kęty                        |
| 7   | BBTS Bielsko-Biała II                     |
| 8   | GKS Katowice II                           |
| 9   | AZS Politechnika Opolska Cementownia Odra |
| 10  | Akademia Talentów Żory Jastrzębski Węgiel |
| 11  | SK Górnik Radlin                          |
| 12  | MKS Będzin II                             |

     awans do turnieju półfinałowego
     spadek do III ligi

## Grupa 6
| Lp. | Drużyna                                |
| --- | -------------------------------------- |
| 1   | Krosno Glass Karpaty Krosno            |
| 2   | MKS Avia Świdnik                       |
| 3   | LKPS Politechnika Lublin               |
| 4   | KS SMS Neobus Raf-Mar Niebylec         |
| 5   | KS Błękitni Ropczyce                   |
| 6   | KKS Kozienice                          |
| 7   | RCS Radom                              |
| 8   | Skórzani Skarżysko-Kamienna/SMS Kielce |
| 9   | AKS V LO Rzeszów                       |

     awans do turnieju półfinałowego

## Turnieje półfinałowe

### Grupa 1 (Międzyrzecz)
Tabela
| Lp. | Drużyna             | Pkt | Mecze | Mecze | Mecze | Rodzaj wyniku | Rodzaj wyniku | Rodzaj wyniku | Rodzaj wyniku | Rodzaj wyniku | Rodzaj wyniku | Sety | Sety | Sety  | Małe punkty | Małe punkty | Małe punkty |
| Lp. | Drużyna             | Pkt | M     | W     | P     | 3:0           | 3:1           | 3:2           | 2:3           | 1:3           | 0:3           | wyg. | prz. | stos. | zdob.       | str.        | stos.       |
| --- | ------------------- | --- | ----- | ----- | ----- | ------------- | ------------- | ------------- | ------------- | ------------- | ------------- | ---- | ---- | ----- | ----------- | ----------- | ----------- |
| 1   | Orzeł Międzyrzecz   | 5   | 3     | 2     | 1     | 2             | 0             | 0             | 0             | 0             | 1             | 6    | 3    | 2     | 218         | 185         | 1.18        |
| 2   | Chrobry Głogów      | 5   | 3     | 2     | 1     | 2             | 0             | 0             | 0             | 0             | 1             | 6    | 3    | 2     | 216         | 207         | 1.04        |
| 3   | LUKS Wilki Wilczyn  | 5   | 3     | 2     | 1     | 1             | 1             | 0             | 0             | 0             | 1             | 6    | 4    | 1.5   | 239         | 234         | 1.02        |
| 4   | Stoczniowiec Gdańsk | 3   | 3     | 0     | 3     | 0             | 0             | 0             | 0             | 1             | 2             | 1    | 9    | 0.11  | 209         | 256         | 0.82        |

Źródło: https://siatka.org/wyniki/ligi-polskie1sezon-201720181ii-liga-m1turnieje-polfinalowe-ii-liga-m1/wynik-tab/miedzyrzecz-4/
Punktacja: zwycięstwo – 2 pkt., porażka – 1 pkt.
Zasady ustalania kolejności: 1. liczba punktów; 2. stosunek setów; 3. stosunek małych punktów; 4. bilans w bezpośrednich meczach
 Wyniki 
| Data       | Drużyna 1           | Wynik | Drużyna 2           | Sety                       |
| ---------- | ------------------- | ----- | ------------------- | -------------------------- |
| 11.05.2018 | Stoczniowiec Gdańsk | 0:3   | Chrobry Głogów      | 32:34, 16:25, 18:25        |
| 11.05.2018 | Wilki Wilczyn       | 3:0   | Orzeł Międzyrzecz   | 26:24, 25:23, 25:21        |
|            |                     |       |                     |                            |
| 12.05.2018 | Chrobry Głogów      | 0:3   | Orzeł Międzyrzecz   | 17:25, 15:25, 18:25        |
| 12.05.2018 | Stoczniowiec Gdańsk | 1:3   | Wilki Wilczyn       | 19:25, 25:22, 23:25, 17:25 |
|            |                     |       |                     |                            |
| 13.05.2018 | Wilki Wilczyn       | 0:3   | Chrobry Głogów      | 30:32, 23:25, 13:25        |
| 13.05.2018 | Orzeł Międzyrzecz   | 3:0   | Stoczniowiec Gdańsk | 25:20, 25:20, 25:19        |

### Grupa 2 (Białystok)
Tabela
| Lp. | Drużyna                  | Pkt | Mecze | Mecze | Mecze | Rodzaj wyniku | Rodzaj wyniku | Rodzaj wyniku | Rodzaj wyniku | Rodzaj wyniku | Rodzaj wyniku | Sety | Sety | Sety  | Małe punkty | Małe punkty | Małe punkty |
| Lp. | Drużyna                  | Pkt | M     | W     | P     | 3:0           | 3:1           | 3:2           | 2:3           | 1:3           | 0:3           | wyg. | prz. | stos. | zdob.       | str.        | stos.       |
| --- | ------------------------ | --- | ----- | ----- | ----- | ------------- | ------------- | ------------- | ------------- | ------------- | ------------- | ---- | ---- | ----- | ----------- | ----------- | ----------- |
| 1   | Energa Net Ostrołęka     | 5   | 3     | 2     | 1     | 1             | 0             | 1             | 1             | 0             | 0             | 8    | 5    | 1.6   | 299         | 288         | 1.04        |
| 2   | UKS Mickiewicz Kluczbork | 5   | 3     | 2     | 1     | 1             | 0             | 1             | 0             | 0             | 1             | 6    | 5    | 1.2   | 238         | 235         | 1.01        |
| 3   | BAS Białystok            | 4   | 3     | 1     | 2     | 0             | 1             | 0             | 2             | 0             | 0             | 7    | 7    | 1     | 309         | 295         | 1.05        |
| 4   | SMS II PZPS Spała        | 4   | 3     | 1     | 2     | 0             | 0             | 1             | 0             | 1             | 1             | 4    | 8    | 0.5   | 261         | 289         | 0.9         |

Źródło: https://siatka.org/wyniki/ligi-polskie1sezon-201720181ii-liga-m1turnieje-polfinalowe-ii-liga-m1/wynik-tab/bialystok-21/
Punktacja: zwycięstwo – 2 pkt., porażka – 1 pkt.
Zasady ustalania kolejności: 1. liczba punktów; 2. stosunek setów; 3. stosunek małych punktów; 4. bilans w bezpośrednich meczach
 Wyniki 
| Data       | Drużyna 1            | Wynik | Drużyna 2            | Sety                              |
| ---------- | -------------------- | ----- | -------------------- | --------------------------------- |
| 11.05.2018 | BAS Białystok        | 3:1   | SMS II PZPS Spała    | 25:17, 18:25, 25:23, 25:17        |
| 11.05.2018 | Energa Net Ostrołęka | 3:0   | Mickiewicz Kluczbork | 25:17, 25:16, 25:20               |
|            |                      |       |                      |                                   |
| 12.05.2018 | SMS II PZPS Spała    | 0:3   | Mickiewicz Kluczbork | 15:25, 24:26, 17:25               |
| 12.05.2018 | BAS Białystok        | 2:3   | Energa Net Ostrołęka | 28:30, 25:16, 22:25, 25:18, 12:15 |
|            |                      |       |                      |                                   |
| 13.05.2018 | Energa Net Ostrołęka | 2:3   | SMS II PZPS Spała    | 23:25, 33:31, 26:28, 26:24, 12:15 |
| 13.05.2018 | Mickiewicz Kluczbork | 3:2   | BAS Białystok        | 23:25, 21:25, 25:20, 25:21, 15:13 |

### Grupa 3 (Rybnik)
Tabela
| Lp. | Drużyna          | Pkt | Mecze | Mecze | Mecze | Rodzaj wyniku | Rodzaj wyniku | Rodzaj wyniku | Rodzaj wyniku | Rodzaj wyniku | Rodzaj wyniku | Sety | Sety | Sety  | Małe punkty | Małe punkty | Małe punkty |
| Lp. | Drużyna          | Pkt | M     | W     | P     | 3:0           | 3:1           | 3:2           | 2:3           | 1:3           | 0:3           | wyg. | prz. | stos. | zdob.       | str.        | stos.       |
| --- | ---------------- | --- | ----- | ----- | ----- | ------------- | ------------- | ------------- | ------------- | ------------- | ------------- | ---- | ---- | ----- | ----------- | ----------- | ----------- |
| 1   | TS Volley Rybnik | 6   | 3     | 3     | 0     | 2             | 0             | 1             | 0             | 0             | 0             | 9    | 2    | 4.5   | 258         | 218         | 1.18        |
| 2   | MCKiS Jaworzno   | 5   | 3     | 2     | 1     | 1             | 1             | 0             | 0             | 0             | 1             | 6    | 4    | 1.5   | 232         | 196         | 1.18        |
| 3   | Avia Świdnik     | 4   | 3     | 1     | 2     | 1             | 0             | 0             | 0             | 1             | 1             | 4    | 6    | 0.67  | 211         | 223         | 0.95        |
| 4   | Karpaty Krosno   | 3   | 3     | 0     | 3     | 0             | 0             | 0             | 1             | 0             | 2             | 2    | 9    | 0.22  | 194         | 258         | 0.75        |

Źródło: https://siatka.org/wyniki/ligi-polskie1sezon-201720181ii-liga-m1turnieje-polfinalowe-ii-liga-m1/wynik-tab/rybnik-3/
Punktacja: zwycięstwo – 2 pkt., porażka – 1 pkt.
Zasady ustalania kolejności: 1. liczba punktów; 2. stosunek setów; 3. stosunek małych punktów; 4. bilans w bezpośrednich meczach
 Wyniki 
| Data       | Drużyna 1      | Wynik | Drużyna 2      | Sety                              |
| ---------- | -------------- | ----- | -------------- | --------------------------------- |
| 11.05.2018 | Volley Rybnik  | 3:0   | Avia Świdnik   | 25:19, 25:19, 25:17               |
| 11.05.2018 | MCKiS Jaworzno | 3:0   | Karpaty Krosno | 25:14, 25:16, 25:10               |
|            |                |       |                |                                   |
| 12.05.2018 | Avia Świdnik   | 3:0   | Karpaty Krosno | 25:19, 25:13, 25:18               |
| 12.05.2018 | Volley Rybnik  | 3:0   | MCKiS Jaworzno | 25:18, 25:20, 25:21               |
|            |                |       |                |                                   |
| 13.05.2018 | MCKiS Jaworzno | 3:1   | Avia Świdnik   | 23:25, 25:19, 25:22, 25:15        |
| 13.05.2018 | Karpaty Krosno | 2:3   | Volley Rybnik  | 21:25, 25:20, 25:23, 22:25, 11:15 |

## Turniej finałowy (Rybnik)

### Podgrupa A
Tabela 
| Lp. | Drużyna                  | Pkt | Mecze | Mecze | Mecze | Rodzaj wyniku | Rodzaj wyniku | Rodzaj wyniku | Rodzaj wyniku | Rodzaj wyniku | Rodzaj wyniku | Sety | Sety | Sety  | Małe punkty | Małe punkty | Małe punkty |
| Lp. | Drużyna                  | Pkt | M     | W     | P     | 3:0           | 3:1           | 3:2           | 2:3           | 1:3           | 0:3           | wyg. | prz. | stos. | zdob.       | str.        | stos.       |
| --- | ------------------------ | --- | ----- | ----- | ----- | ------------- | ------------- | ------------- | ------------- | ------------- | ------------- | ---- | ---- | ----- | ----------- | ----------- | ----------- |
| 1   | UKS Mickiewicz Kluczbork | 4   | 2     | 2     | 0     | 2             | 0             | 0             | 0             | 0             | 0             | 6    | 0    | MAX   | 154         | 112         | 1.38        |
| 2   | SPS Chrobry Głogów       | 3   | 2     | 1     | 1     | 1             | 0             | 0             | 0             | 0             | 1             | 3    | 3    | 1     | 141         | 147         | 0.96        |
| 3   | Orzeł Międzyrzecz        | 2   | 2     | 0     | 2     | 0             | 0             | 0             | 0             | 0             | 2             | 0    | 6    | 0     | 115         | 143         | 0.8         |

Źródło: https://siatka.org/wyniki/ligi-polskie1sezon-201720181ii-liga-m1turniej-finalowy-ii-liga-m1/wynik-tab/rybnik-4/
Punktacja: zwycięstwo – 2 pkt., porażka – 1 pkt.
Zasady ustalania kolejności: 1. liczba punktów; 2. stosunek setów; 3. stosunek małych punktów; 4. bilans w bezpośrednich meczach
 Terminarz i wyniki 
| Data       | Drużyna 1            | Wynik | Drużyna 2            | Sety                |
| ---------- | -------------------- | ----- | -------------------- | ------------------- |
| 23.05.2018 | Mickiewicz Kluczbork | 3:0   | Chrobry Głogów       | 29:27, 25:18, 25:20 |
| 24.05.2018 | Chrobry Głogów       | 3:0   | Orzeł Międzyrzecz    | 26:24, 25:23, 25:21 |
| 25.05.2018 | Orzeł Międzyrzecz    | 0:3   | Mickiewicz Kluczbork | 13:25, 16:25, 18:25 |

### Podgrupa B
Tabela 
| Lp. | Drużyna              | Pkt | Mecze | Mecze | Mecze | Rodzaj wyniku | Rodzaj wyniku | Rodzaj wyniku | Rodzaj wyniku | Rodzaj wyniku | Rodzaj wyniku | Sety | Sety | Sety  | Małe punkty | Małe punkty | Małe punkty |
| Lp. | Drużyna              | Pkt | M     | W     | P     | 3:0           | 3:1           | 3:2           | 2:3           | 1:3           | 0:3           | wyg. | prz. | stos. | zdob.       | str.        | stos.       |
| --- | -------------------- | --- | ----- | ----- | ----- | ------------- | ------------- | ------------- | ------------- | ------------- | ------------- | ---- | ---- | ----- | ----------- | ----------- | ----------- |
| 1   | MCKiS Jaworzno       | 4   | 2     | 2     | 0     | 0             | 2             | 0             | 0             | 0             | 0             | 6    | 2    | 3     | 192         | 159         | 1.21        |
| 2   | Energa Net Ostrołęka | 3   | 2     | 1     | 1     | 1             | 0             | 0             | 0             | 1             | 0             | 4    | 3    | 1.33  | 152         | 153         | 0.99        |
| 3   | TS Volley Rybnik     | 2   | 2     | 0     | 2     | 0             | 0             | 0             | 0             | 1             | 1             | 1    | 6    | 0.17  | 325         | 168         | 1.93        |

Źródło: https://siatka.org/wyniki/ligi-polskie1sezon-201720181ii-liga-m1turniej-finalowy-ii-liga-m1/wynik-tab/rybnik-4/
Punktacja: zwycięstwo – 2 pkt., porażka – 1 pkt.
Zasady ustalania kolejności: 1. liczba punktów; 2. stosunek setów; 3. stosunek małych punktów; 4. bilans w bezpośrednich meczach
 Terminarz i wyniki 
| Data       | Drużyna 1      | Wynik | Drużyna 2      | Sety                       |
| ---------- | -------------- | ----- | -------------- | -------------------------- |
| 23.05.2018 | Volley Rybnik  | 1:3   | MCKiS Jaworzno | 20:25, 22:25, 25:18, 15:25 |
| 24.05.2018 | MCKiS Jaworzno | 3:1   | Net Ostrołęka  | 28:26, 21:25, 25:11, 25:15 |
| 25.05.2018 | Net Ostrołęka  | 3:0   | Volley Rybnik  | 25:18, 25:15, 25:21        |

### Finały
Tabela 
| Lp. | Drużyna                  | Pkt | Mecze | Mecze | Mecze | Rodzaj wyniku | Rodzaj wyniku | Rodzaj wyniku | Rodzaj wyniku | Rodzaj wyniku | Rodzaj wyniku | Sety | Sety | Sety  | Małe punkty | Małe punkty | Małe punkty |
| Lp. | Drużyna                  | Pkt | M     | W     | P     | 3:0           | 3:1           | 3:2           | 2:3           | 1:3           | 0:3           | wyg. | prz. | stos. | zdob.       | str.        | stos.       |
| --- | ------------------------ | --- | ----- | ----- | ----- | ------------- | ------------- | ------------- | ------------- | ------------- | ------------- | ---- | ---- | ----- | ----------- | ----------- | ----------- |
| 1   | MCKiS Jaworzno           | 5   | 3     | 2     | 1     | 0             | 2             | 0             | 1             | 0             | 0             | 8    | 5    | 1.6   | 299         | 268         | 1.12        |
| 2   | UKS Mickiewicz Kluczbork | 5   | 3     | 2     | 1     | 1             | 0             | 1             | 1             | 0             | 0             | 8    | 5    | 1.6   | 291         | 265         | 1.1         |
| 3   | Energa Net Ostrołęka     | 5   | 3     | 2     | 1     | 1             | 0             | 1             | 0             | 1             | 0             | 7    | 5    | 1.4   | 254         | 275         | 0.92        |
| 4   | Chrobry Głogów           | 3   | 3     | 0     | 3     | 0             | 0             | 0             | 0             | 1             | 2             | 1    | 9    | 0.11  | 220         | 256         | 0.86        |

Źródło: https://siatka.org/wyniki/ligi-polskie1sezon-201720181ii-liga-m1turniej-finalowy-ii-liga-m1/wynik-tab/rybnik-4/
Punktacja: zwycięstwo – 2 pkt., porażka – 1 pkt.
Zasady ustalania kolejności: 1. liczba punktów; 2. stosunek setów; 3. stosunek małych punktów; 4. bilans w bezpośrednich meczach
 Terminarz i wyniki 
| Data       | Drużyna 1            | Wynik | Drużyna 2      | Sety                              |
| ---------- | -------------------- | ----- | -------------- | --------------------------------- |
| 26.05.2018 | Mickiewicz Kluczbork | 2:3   | Net Ostrołęka  | 25:19, 25:15, 22:25, 23:25, 11:15 |
| 26.05.2018 | MCKiS Jaworzno       | 3:1   | Chrobry Głogów | 25:16, 25:21, 24:26, 25:22        |
|            |                      |       |                |                                   |
| 27.05.2018 | Chrobry Głogów       | 0:3   | Net Ostrołęka  | 22:25, 26:28, 22:25               |
| 27.05.2018 | Mickiewicz Kluczbork | 3:2   | MCKiS Jaworzno | 22:25, 25:22, 19:25, 25:18, 15:11 |